# 外佩科斯地區

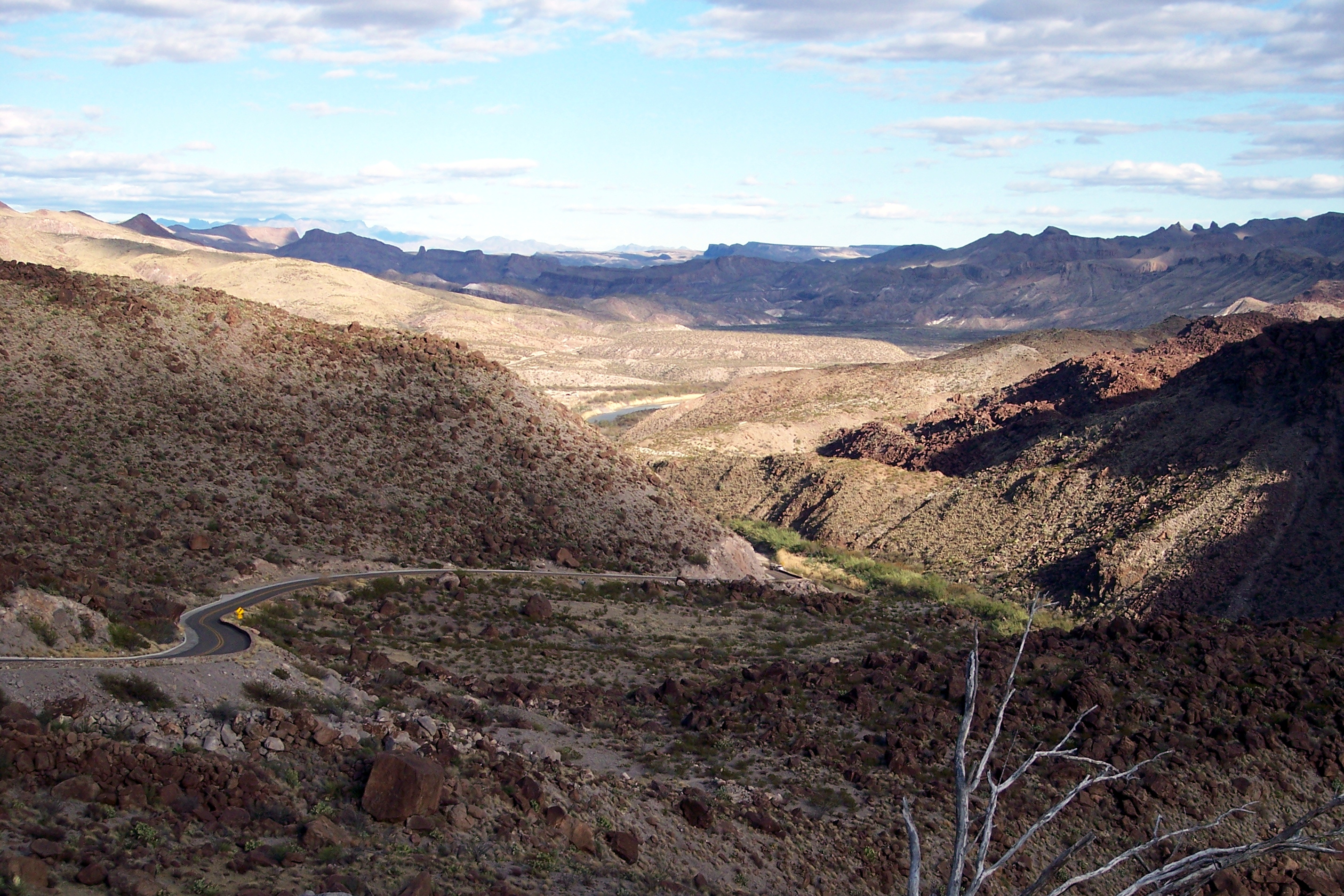
遠觀大彎曲國家公園的格蘭德河峽谷

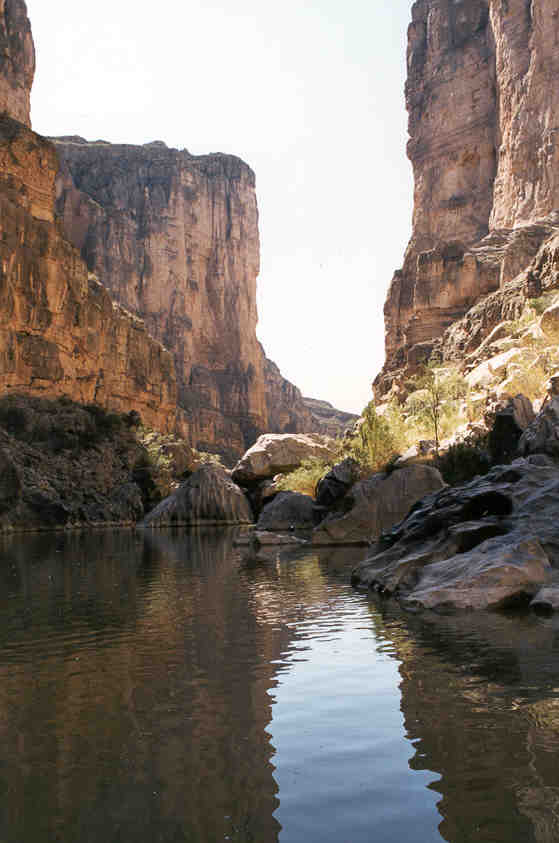
近觀大彎曲國家公園的格蘭德河峽谷

外佩科斯地區是指得克萨斯州西南部，佩科斯河以西的九個縣份組成的地區。

## 概述
「外佩科斯地區」這個名詞最早於1887年由得克萨斯州地质学家罗伯特·T·希尔提出。而另外一個名詞「得克萨斯远西」亦與外佩科斯地區同義。外佩科斯地區完全位於奇瓦瓦沙漠內，而奇瓦瓦沙漠是美國其中一個最多山和最干旱的地区。另外，奇瓦瓦沙漠风景秀丽的沙漠的景观亦吸引了不少遊客，其中包括大彎曲國家公園和瓜达卢佩山脉。

## 人口
外佩科斯地區能被分為九個縣份：布魯斯德縣、克伯森縣、厄爾巴索縣、哈得斯佩斯縣、傑夫·戴維斯縣、貝可斯縣、普雷西迪奧縣、里夫斯縣、以及特勒爾縣。其中面積最大的縣份為布魯斯德縣，其面積為6,193平方英里（16,040平方）。作為比較，布魯斯德縣的面積比康涅狄格州的面積大10%。而厄爾巴索縣則是面積最小的縣份，其面積僅為1,015平方英里（2,629平方）。另一方面，外佩科斯地區中人口最多的縣份為面積最小的厄爾巴索縣，其人口於2010年為800,647人。而特勒爾縣則是人口最少的縣份，其人口於2010年僅為984人。根據2000年人口普查，外佩科斯地區共有人口830,808人。這一數字於2010年升至856,187人。
总体而言，外佩科斯地區的人口為856,187人，而其面積為31,479平方英里（81,530平方）。外佩科斯地區的人口密度為每平方英里27人（每平方公里11人）。
| 縣份          | 面積                        | 人口    | 人口密度 （每平方英里） |
| ------------- | --------------------------- | ------- | ----------------------- |
| 布魯斯德縣    | 6,193平方英里（16,040平方） | 9,232   | 1.49                    |
| 克伯森縣      | 3,813平方英里（9,880平方）  | 2,398   | 0.63                    |
| 厄爾巴索縣    | 1,015平方英里（2,630平方）  | 800,647 | 789                     |
| 哈得斯佩斯縣  | 4,572平方英里（11,840平方） | 3,476   | 0.76                    |
| 傑夫·戴維斯縣 | 2,265平方英里（5,870平方）  | 2,342   | 1.03                    |
| 貝可斯縣      | 4,765平方英里（12,340平方） | 15,507  | 3.25                    |
| 普雷西迪奧縣  | 3,856平方英里（9,990平方）  | 7,818   | 2.03                    |
| 里夫斯縣      | 2,642平方英里（6,840平方）  | 13,783  | 5.22                    |
| 特勒爾縣      | 2,358平方英里（6,110平方）  | 984     | 0.42                    |